# Eudistoma caeruleum
Eudistoma caeruleum är en sjöpungsart som först beskrevs av Sluiter 1898.  Eudistoma caeruleum ingår i släktet Eudistoma och familjen Polycitoridae. Inga underarter finns listade i Catalogue of Life.